# Novell
Novell, Inc (phát âm: /noʊvɛl/) là một công ty phần mềm và dịch vụ có trụ sở ở Provo, Utah. Sản phẩm quan trọng nhất của nó là hệ điều hành mạng đa nền tảng được gọi là Novell NetWare, đã trở thành hình thức thống trị của mạng máy tính cá nhân trong nửa cuối thập niên 1980 và nửa đầu thập niên 1990. Công nghệ Novell đã góp phần vào sự xuất hiện của các mạng cục bộ, thay thế mô hình điện toán máy tính lớn chiếm ưu thế và thay đổi điện toán trên toàn thế giới. Novell trở thành công cụ giúp biến Thung lũng Utah trở thành trọng tâm phát triển công nghệ và phần mềm.
Dưới sự lãnh đạo của người sáng lập Ray Noorda, trong thời kỳ đầu đến giữa thập niên 1990 Novell đã cố gắng để cạnh tranh trực tiếp với Microsoft thông qua việc mua lại Digital Research, Unix System Laboratories, WordPerfect, và bộ phận Quattro Pro của Borland. Những động thái này đã không thành công và NetWare bắt đầu mất thị phần một khi Microsoft kết hợp các dịch vụ mạng với hệ điều hành Windows NT và những người kế nhiệm của nó. Mặc dù các sản phẩm mới như Novell Directory Services và GroupWise, Novell bước vào một thời gian dài suy giảm. Cuối cùng Novell mua lại SUSE Linux và cố gắng tập trung lại cơ sở công nghệ của nó.
Công ty là một thực thể công ty độc lập cho đến khi được The Attachmate Group mua lại như một công ty con thuộc sở hữu hoàn toàn vào năm 2011, sau đó được Micro Focus International mua lại vào năm 2014. Các sản phẩm và công nghệ của Novell hiện được tích hợp trong các bộ phận Micro Focus khác nhau.

### Nguồn gốc là một công ty phần cứng

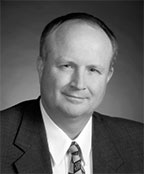
Nhà khoa học trưởng của Novell là Drew Major, ở đây được thấy sau này trong sự nghiệp của ông

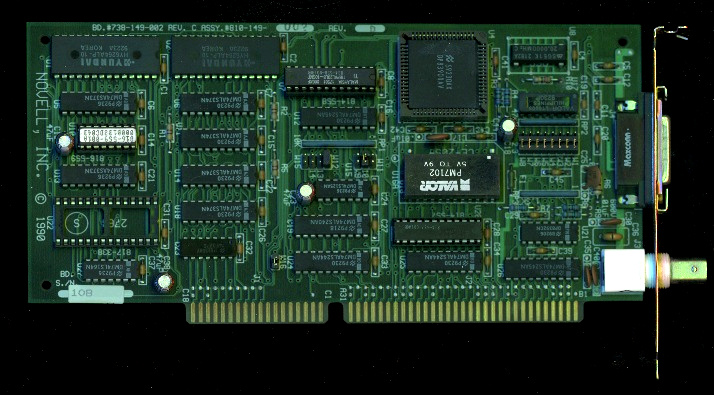
Novell giữ lại một số sản phẩm phần cứng kể cả sau khi NetWare thành công; đây là card mạng Novell NE2000 16-bit ISA 10Base-2 Ethernet từ 1990

### NetWare

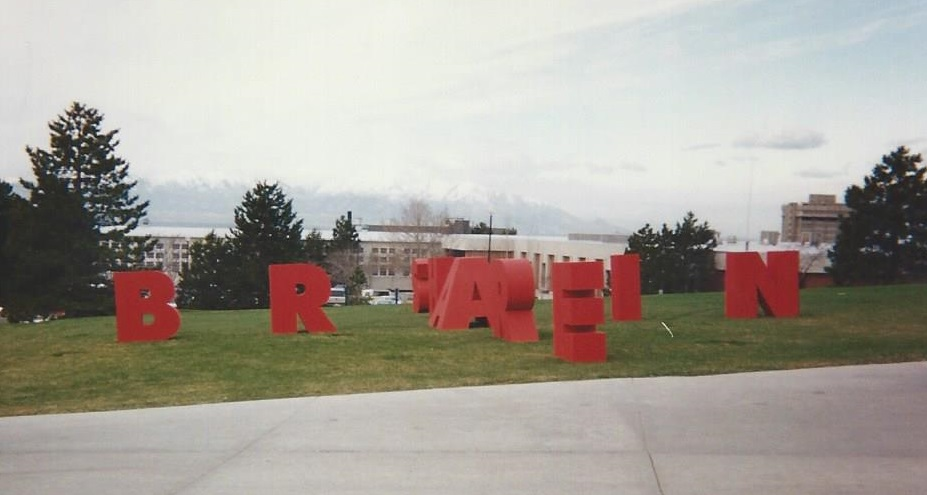
Hội nghị Novell BrainShare hàng năm, tại đây với những lá thư đầu vào năm 1995, đã giúp truyền bá về cách các nhà phát triển và đối tác có thể sử dụng NetWare

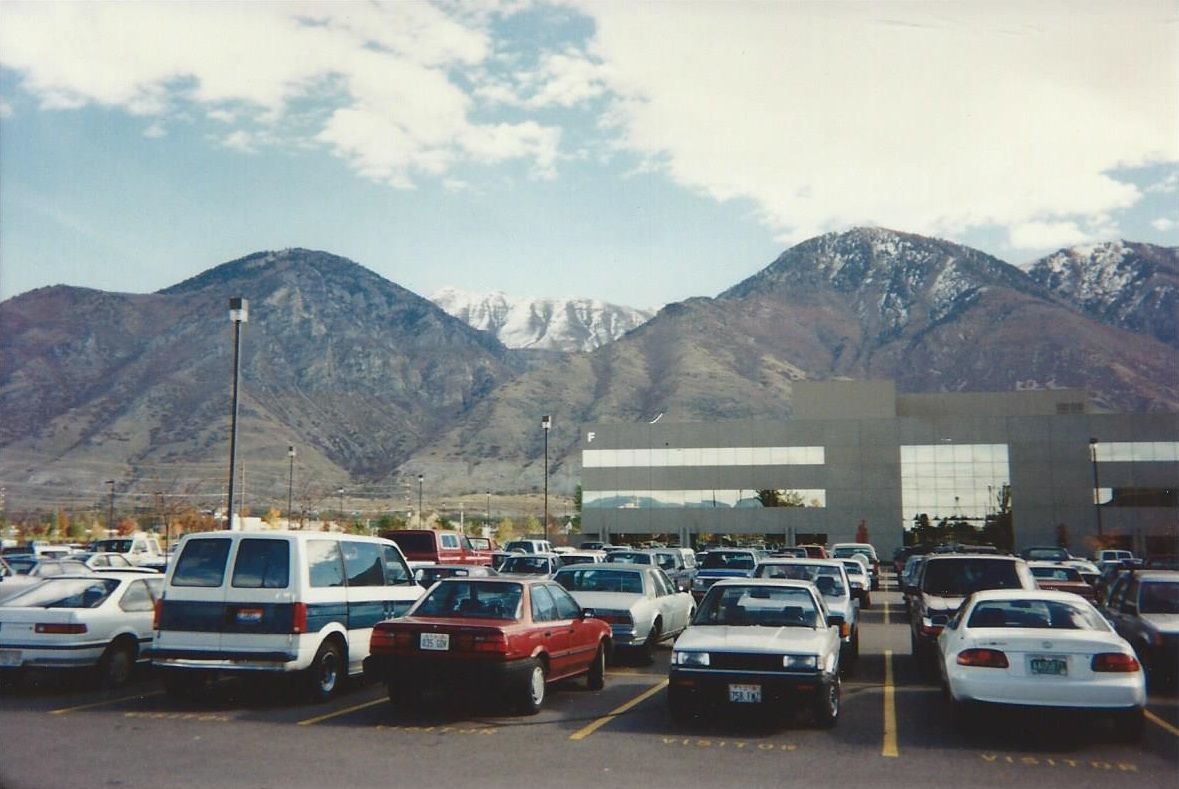
Tòa nhà F của Novell ở Provo năm 1994, một phần của một tòa nhà lớn Novell từng có ở đó, với dãy núi Wasatch phía sau

### Beyond NetWare

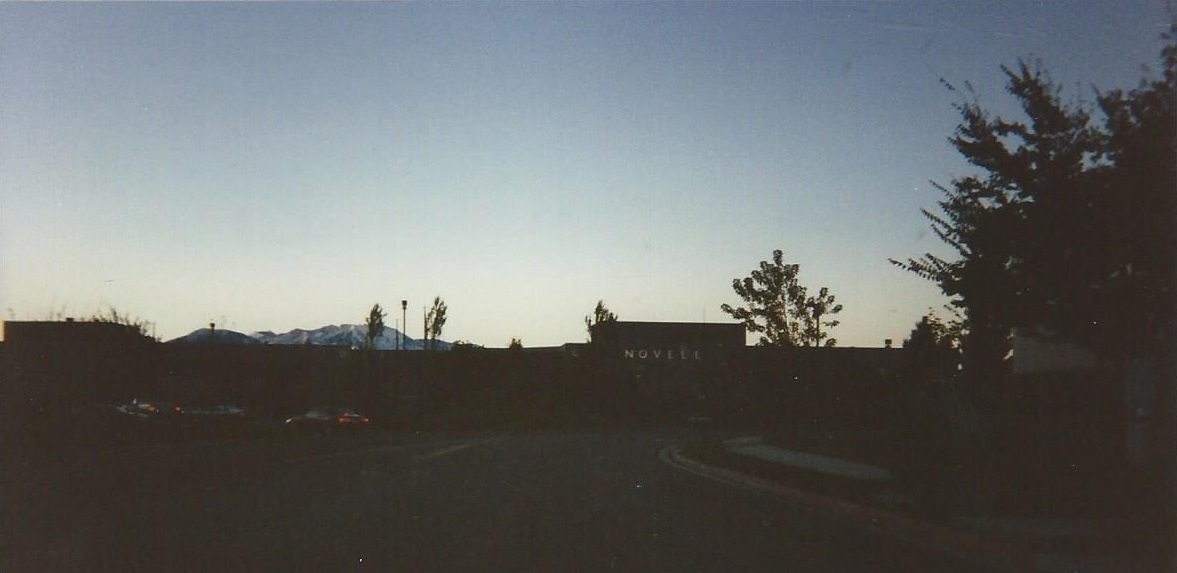
Tòa nhà Worderinf ở Orem, Utah, với biển hiệu Novell, năm 1994

### Từ chối

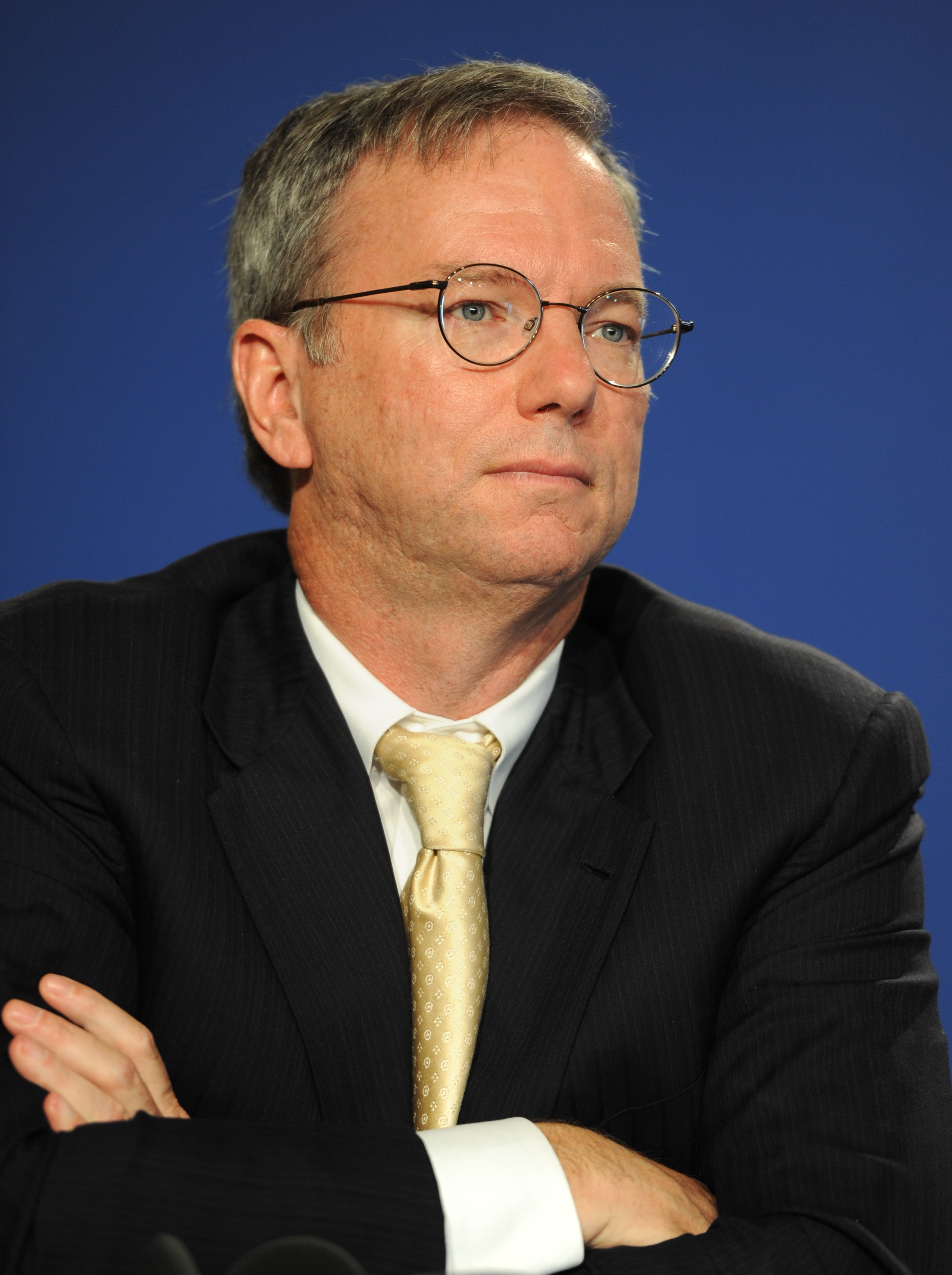
Eric Schmidt, CEO của Novell từ 1997 đến 2001

### Cambridge Technology Partners

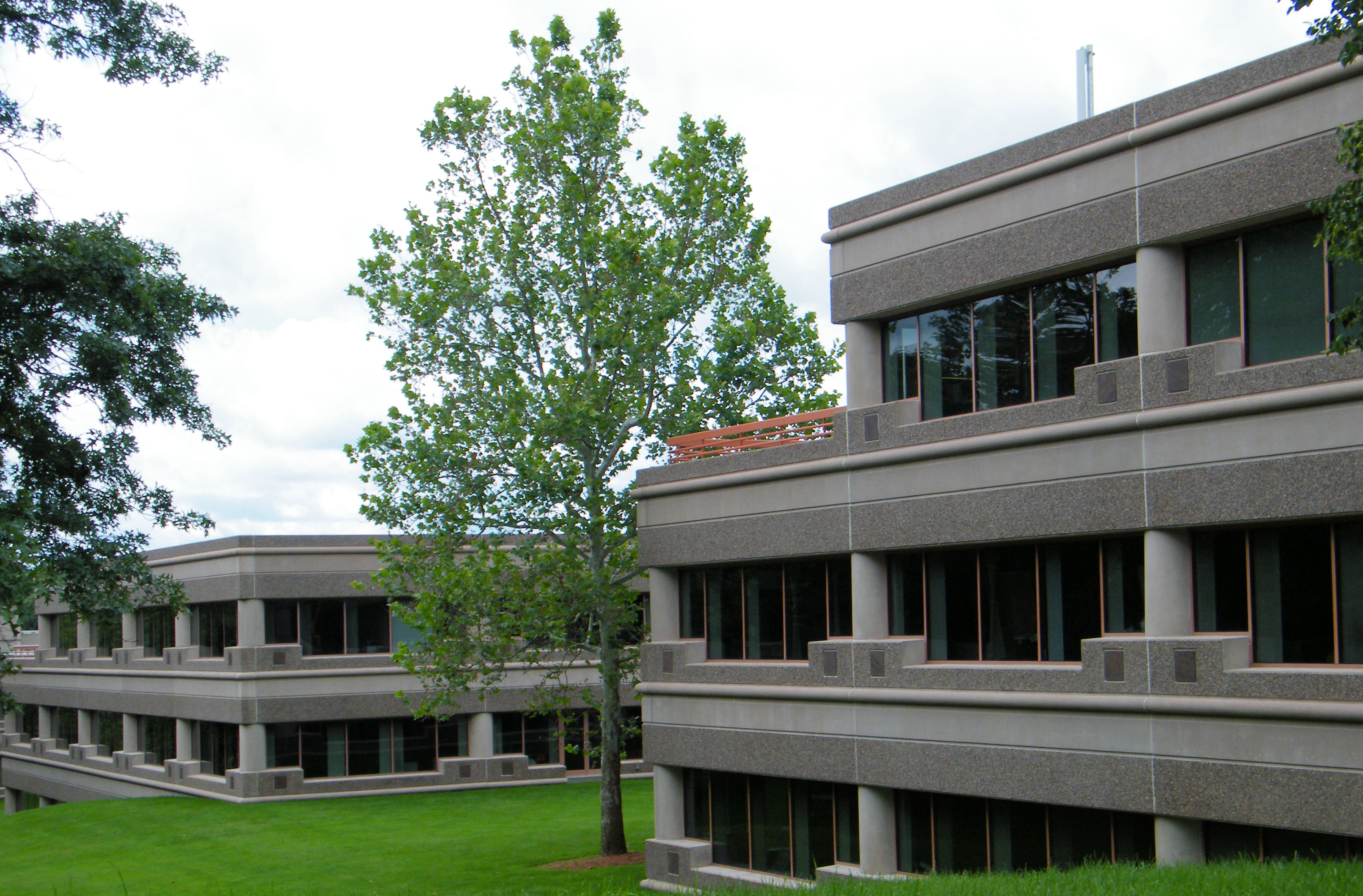
Đầu những năm 2000, Novell chuyển trụ sở chính đến tòa nhà này ở Waltham, Massachusetts, sau khi mua lại Cambridge Partners Partners

### Linux

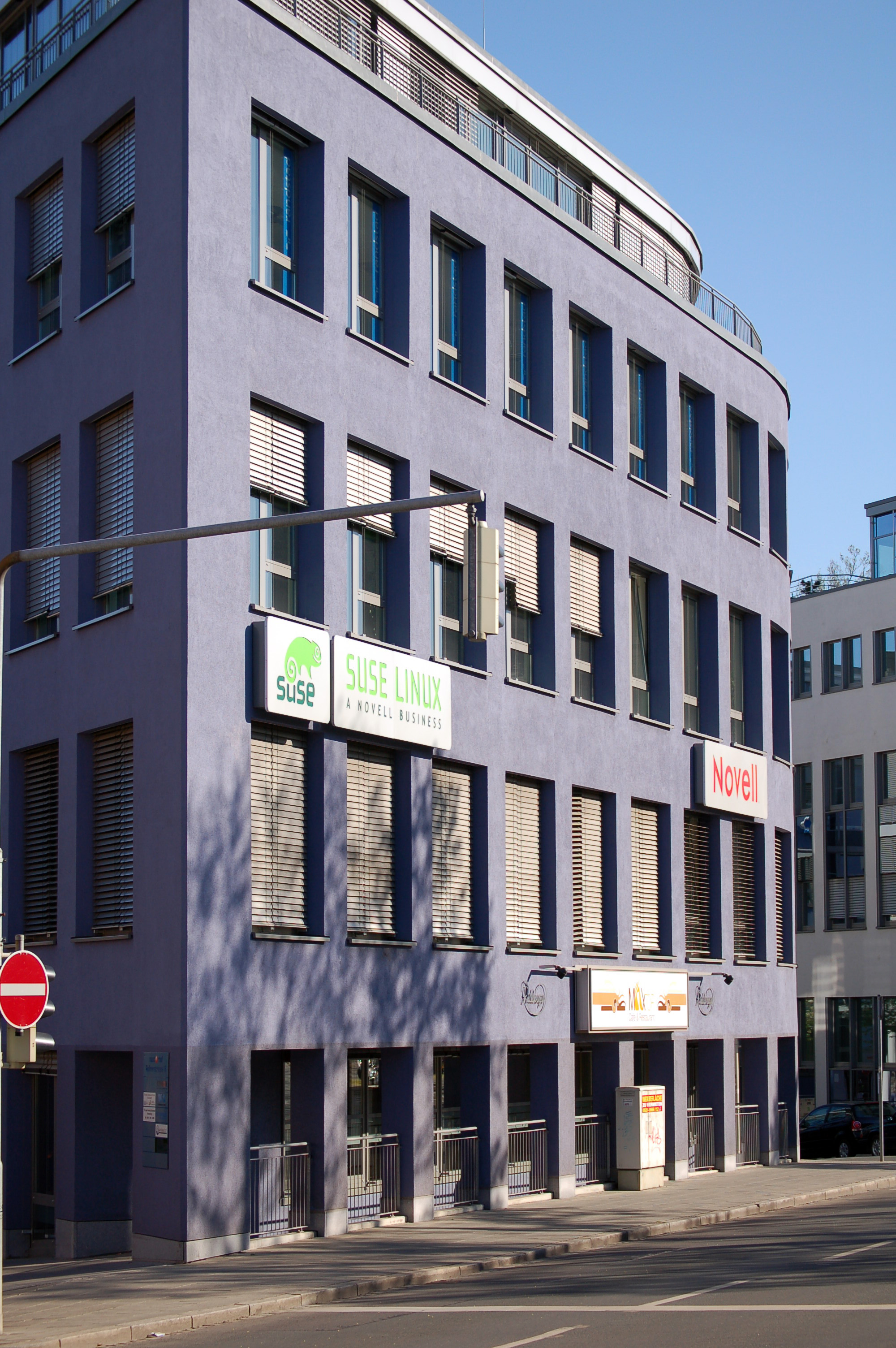
Trụ sở chính của SuSE Linux và văn phòng Novell tại Nuremberg năm 2007

### Đình trệ

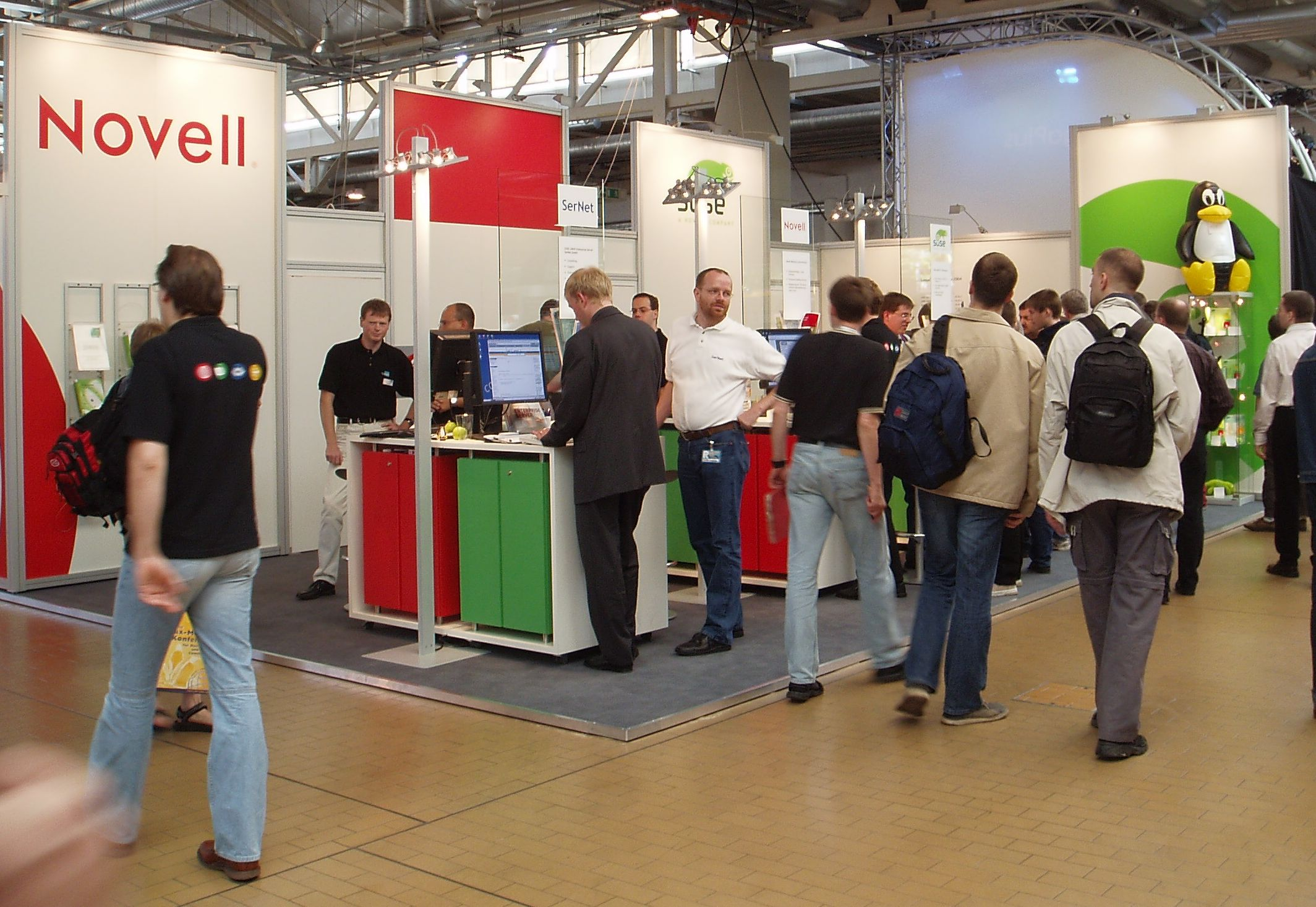
Novell với SuSE tại một triển lãm thương mại Linux năm 2004

## Lịch sử